# SN 1997ci
SN 1997ci – supernowa odkryta 29 kwietnia 1997 roku w galaktyce A123713+6205. W momencie odkrycia miała maksymalną jasność 23,50m.